# Epagnier

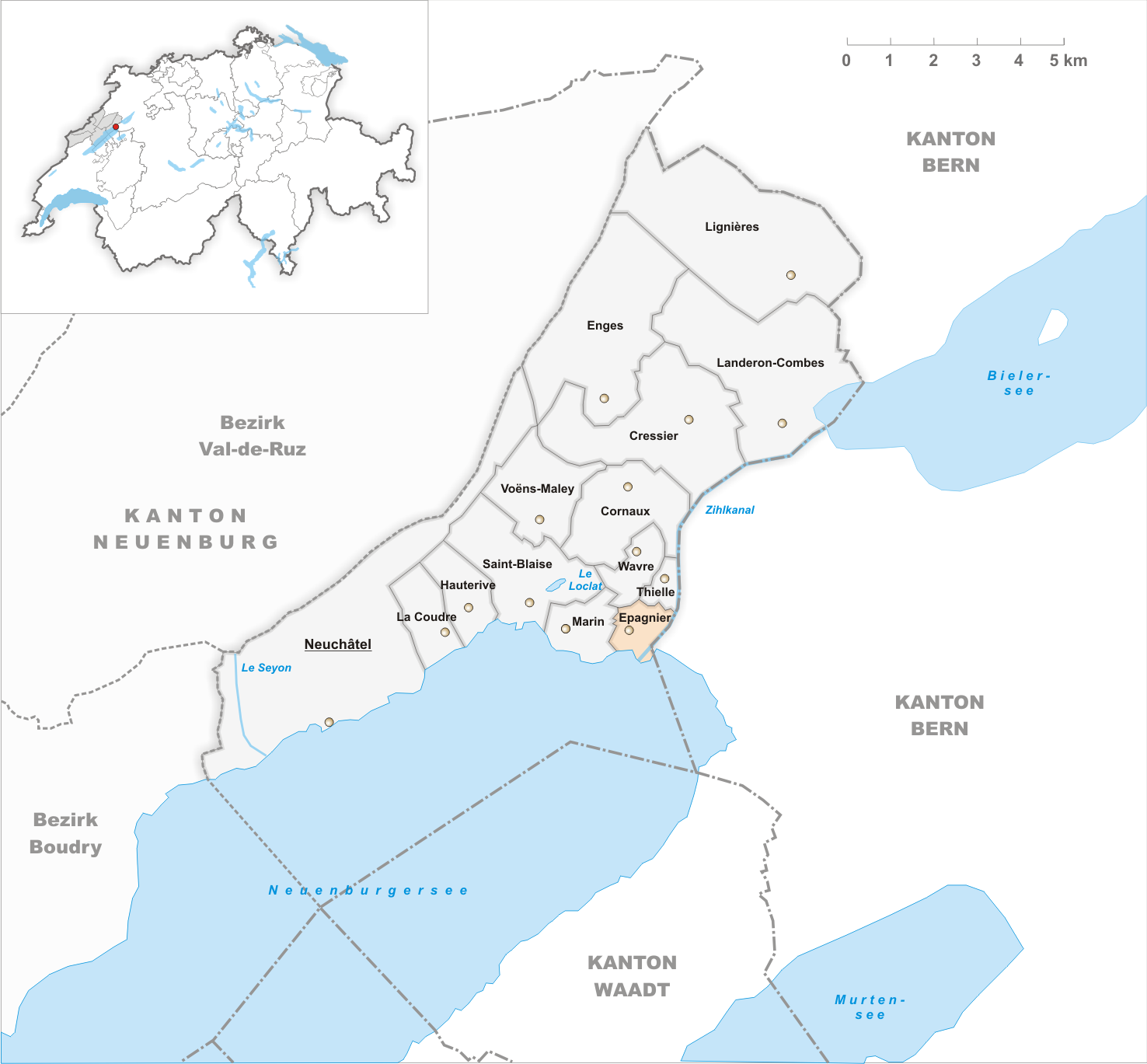
Gemeindestand vor der Fusion am 1. Januar 1888

Epagnier ist ein Ort der politischen Gemeinde Laténa im Bezirk Neuenburg im Kanton Neuenburg.
1880 hatte Epagnier 65 Einwohner. 1888 fusionierte die vormals selbstständige politische Gemeinde mit Marin zur Gemeinde Marin-Epagnier, welche per 2009 mit Thielle-Wavre zur Gemeinde La Tène fusionierte, welche am 1. Januar 2025 in der Fusionsgemeinde Laténa aufging. Im Rahmen einer Grenzverlegung im Anschluss der Zihlkorrektur ging der zu Epagnier gehörende Weiler Rothaus (französisch Maison-Rouge) 1894 an Gampelen über.
Der frühere deutsche Name Späniz wird heute nicht mehr verwendet.

## Sehenswürdigkeiten
Der archäologische Fundplatz La Tène befindet sich südöstlich von Epagnier beim Zihlkanal.